# 1789 -バスティーユの恋人たち- (宝塚歌劇)
かんぽ生命 ドリームシアター　スペクタクル・ミュージカル『1789 -バスティーユの恋人たち-』（いちななはちきゅう バスティーユのこいびとたち、原題:1789 Les Amants De La Bastille)は、ドーヴ・アチアとアルベール・コーエンによるフレンチ・ロック・ミュージカル作品の宝塚歌劇版。
2015年、月組初演。小池修一郎潤色・演出。オリジナルと違いマリー・アントワネットが準主役となっている。
2023年、星組で再演。

## 公演期間と公演場所
- 2015年4月24日（金）- 6月1日（月）（新人公演：5月12日（火）18:00開演） 宝塚大劇場
- 2015年6月19日（金）- 7月26日（日）（新人公演：7月2日（木）18:30開演） 東京宝塚劇場
- 2023年6月2日（金）- 7月2日（日）（新人公演：6月22日（木）18:00開演）宝塚大劇場
- 2023年7月22日（土）- 8月27日（日）（新人公演：8月3日（木）18:30開演） 東京宝塚劇場

## スタッフ

### 2015年（スタッフ）
※氏名の後ろに「宝塚」、「東京」の文字がなければ両公演共通。
- 潤色・演出：小池修一郎
- 音楽監督・編曲：太田健
- 編曲：青木朝子、岡田あゆみ
- 音楽指揮：西野淳
- 振付：御織ゆみ乃、若央りさ、桜木涼介、TETSUHARU、KAORIalive
- 擬闘：栗原直樹
- 装置：大橋泰弘
- 衣装：有村淳
- 照明：笠原俊幸
- 音響：大坪正仁
- サウンドプログラマー：上田秀夫
- 小道具：今岡美也子
- 映像：奥秀太郎
- 口上指導：立ともみ（宝塚）
- 歌唱指導：やまぐちあきこ
- メイク指導：岡田智江
- 演出助手：生田大和、谷貴矢
- 演出助手：指田珠子（宝塚）
- 装置補：國包洋子、稲生英介
- 衣装補：加藤真美
- 舞台進行（第一幕）：表原渉（宝塚）
- 舞台進行（第二幕）：香取克英（宝塚）
- 舞台進行：香取克英（東京）
- 舞台美術製作：株式会社宝塚舞台
- 演奏：宝塚歌劇オーケストラ（宝塚）
- 演奏コーディネート：ダット・ミュージック（東京）
- 制作：石田明弘
- 制作補：西尾雅彦
- 特別協賛：株式会社かんぽ生命保険
- 制作・著作：宝塚歌劇団

参考資料：公演プログラム（宝塚大劇場、東京宝塚劇場の両方）

### 2023年（スタッフ）
- 潤色・演出：小池修一郎
- 音楽監督・編曲：太田健
- 編曲：青木朝子
- 音楽指揮：佐々田愛一郎
- 振付：御織ゆみ乃、若央りさ、桜木涼介、KAORIalive、鈴懸三由岐
- 擬闘：栗原直樹
- 装置監修：大橋泰弘
- 装置：國包洋子
- 衣装：有村淳
- 照明：笠原俊幸
- 音響：大坪正仁
- サウンドプログラマー：上田秀夫
- 映像：石田肇
- 小道具：市名史弥
- 歌唱指導：やまぐちあきこ
- 制作・著作：宝塚歌劇団

## 場面
※2015年の公演プログラムを参照（宝塚大劇場、東京宝塚劇場の両方）

### ACT1
プロローグ
第1場　対立
第2場　パリの街頭〜マラーの印刷所前
第3場　ヴェルサイユ宮殿
第4場A　パレ・ロワイヤル（広場）　
第4場B  パレ・ロワイヤル（カフェ）
第4場C　パレ・ロワイヤル（片隅）
第5場　バスティーユの監獄
第6場　ヴェルサイユ宮殿内
第7場A　デュ・ピュジェ中尉の執務室（バスティーユ内）
第7場B　バスティーユの廊下
第7場C　ロナンの牢獄
第7場D　バスティーユの廊下〜ロナンの牢獄〜廊下
第7場E　中尉の執務室
第7場F　バスティーユ外
第8場A　ムニュ・プレジール館（ヴェルサイユ宮殿外）
第8場B　ヴェルサイユ宮殿内
第9場　マラーの印刷所
第10場A　地下水道
第10場B　サン・ドニ大聖堂
第11場　ヴェルサイユ・国王の居室
第12場A　パレ・ロワイヤル
第12場B　ムニュ・プレジール館前

### ACT2
第1場　球戯場
第2場A　ヴェルサイユ宮殿
第2場B　ロナンのシャルロット
第3場　サン・ドニ大聖堂
第4場A　ヴェルサイユ宮殿外
第4場B　ヴェルサイユ宮殿内
第5場　デムーランの演説（パレ・ロワイヤル）
第6場　パリ市街
第7場A　ヴェルサイユ宮殿
第7場B　ヴェルサイユ宮殿内廊下
第8場　パリ市街
第9場　バスティーユ監獄前
第10場　人権宣言〜人間であること
第11場　フィナーレA
第12場　フィナーレB
第13場-15場　フィナーレC〜E
第16場　フィナーレF
第17場　パレード

## 出演者一覧
月組（2015年）
飛鳥裕・星条海斗・憧花ゆりの・龍真咲・萌花ゆりあ
綾月せり・光月るう・夏月都・凪七瑠海・美弥るりか
響れおな・宇月颯・琴音和葉・玲実くれあ・瑞羽奏都
紫門ゆりや・白雪さち花・貴千碧・有瀬そう・咲希あかね
千海華蘭・煌月爽矢・貴澄隼人・真愛涼歌・風凛水花
花陽みら・輝城みつる・星那由貴・翔我つばき・珠城りょう
早乙女わかば・煌海ルイセ・香咲蘭・美泉儷・夢羽美友
愛希れいか・朝美絢・輝月ゆうま・楓ゆき・晴音アキ
優ひかる・早桃さつき・美里夢乃・春海ゆう・夢奈瑠音
茜小夏・叶羽時・桜奈あい・颯希有翔・蓮つかさ
海乃美月・朝霧真・佳城葵・蒼瀬侑季・姫咲美礼
暁千星・周旺真広・麗泉里・紫乃小雪・音風せいや
蒼真せれん・清華蘭・紫咲樹れの・美園さくら・輝生かなで
舞雛かのん・英かおと・朝陽つばさ・ひいな凜・陽海ありさ
桃歌雪・蘭尚樹・風間柚乃・夏風季々・空城ゆう
妃純凛・新斗希矢・天紫珠李・結愛かれん・彩音星凪
礼華はる・花時舞香・甲海夏帆・佳乃百合香
美城れん（専科）
沙央くらま（専科）
星組（2023年）
礼真琴・舞空瞳
輝月ゆうま（専科）

## 主な配役と役柄
青背景が主演男役、ピンク背景が主演娘役を示す。
|                                                                         | 2015年月組 （本公演） | 2015年月組 （新人公演） | 2023年星組 （本公演） | 2023年星組 （新人公演） |
| ----------------------------------------------------------------------- | --------------------- | ----------------------- | --------------------- | ----------------------- |
| ロナン・マズリエ （官憲に父親を銃殺された青年）                         | 龍真咲                | 暁千星                  | 礼真琴                | 稀惺かずと              |
| マリー・アントワネット （フランス王妃）                                 | 愛希れいか            | 美園さくら              | 有沙瞳                | 瑠璃花夏                |
| カミーユ・デムーラン （革命家でジャーナリスト、ロナンの友人）           | 凪七瑠海              | 夢奈瑠音                | 暁千星                | 御剣海                  |
| シャルル・アルトワ （ルイ16世の弟）                                     | 美弥るりか            | 朝美絢                  | 瀬央ゆりあ            | 紘希柚葉                |
| マクシミリアン・ロベスピエール （第三身分出身の若い議員）               | 珠城りょう            | 蓮つかさ                | 極美慎                | 凰陽さや華              |
| ラザール・ペイロール （貴族将校）                                       | 星条海斗              | 輝月ゆうま              | 輝月ゆうま            | 大希颯                  |
| ジョルジュ・ジャック・ダントン （弁護士、カミーユ・デムーランの友人）   | 沙央くらま            | 春海ゆう                | 天華えま              | 碧音斗和                |
| オランプ・デュ・ピュジェ （王太子の養育係、ロナンの恋人）               | 早乙女わかば 海乃美月 | 叶羽時                  | 舞空瞳                | 詩ちづる                |
| ソレーヌ・マズリエ （ロナンの妹）                                       | 花陽みら 晴音アキ     | 楓ゆき                  | 小桜ほのか            | 鳳花るりな              |
| ルイ16世 （フランス国王）                                               | 美城れん              | 佳城葵                  | ひろ香祐              | 羽玲有華                |
| デュ・ピュジェ中尉 （バスティーユ牢獄爆薬庫の管理人・オランプの父）     | 飛鳥裕                | 蒼真せれん              | 美稀千種              | 彩紋ねお                |
| ヨランド・ドゥ・ポリニャック （王太子の家庭教師・王妃の友人）           | 憧花ゆりの            | 茜小夏                  | 白妙なつ              | 星咲希                  |
| ジャン＝ポール・マラー （医師、かわら版の記者）                         | 綾月せり              | 優ひかる                | 大輝真琴              | 凛央捺はる              |
| ジャック・ネッケル （国務大臣）                                         | 光月るう              | 蒼瀬侑季                | 輝咲玲央              | 透綺らいあ              |
| ジャック （マラーの印刷所の印刷工）                                     | 宇月颯                | 颯希有翔                | 夕渚りょう            | 青風希央                |
| オーギュスト・ラマール （アルトワ伯爵の手先）                           | 紫門ゆりや            | 朝霧真                  | 碧海さりお            | 世晴あさ                |
| ミシェル （マラーの印刷所の印刷工）                                     | 煌月爽矢              | 蒼真せれん              | 天希ほまれ            | 飛翠真凜                |
| ロワゼル （ラマールの手下）                                             | 朝美絢                | 蘭尚樹                  | 稀惺かずと            | 和波煌                  |
| トゥルヌマン （ラマールの手下）                                         | 輝月ゆうま            | 周旺真広                | 大希颯                | 世奈未蘭                |
| ハンス・アクセル・フォン・フェルゼン （スウェーデンの将校、王妃の愛人） | 暁千星                | 輝生かなで              | 天飛華音              | 馳琉輝                  |
| シャルロット （パレロワイヤルの落とし子）                               | 紫乃小雪              | 舞雛かのん              | 瑠璃花夏              | 綾音美蘭                |
| ギヨタン博士 （医師、政治家）                                           | 響れおな              |                         | 朝水りょう            |                         |
| リュシル （デムーランの婚約者）                                         | 琴音和葉              | 麗泉里                  | 詩ちづる              | 乙華菜乃                |

### 2015年役替わり日程
|                                            | オランプ     | ソレーヌ |
| ------------------------------------------ | ------------ | -------- |
| A日程 （4月24日-4月27日、5月14日-5月17日） | 海乃美月     | 晴音アキ |
| B日程 （4月28日-5月2日、5月28日-6月1日）   | 早乙女わかば | 花陽みら |
| C日程 （5月3日-5月6日、5月18日-5月22日）   | 海乃美月     | 花陽みら |
| D日程 （5月8日-5月12日、5月23日-5月26日）  | 早乙女わかば | 晴音アキ |

|                                            | オランプ     | ソレーヌ |
| ------------------------------------------ | ------------ | -------- |
| A日程 （6月19日-6月24日、7月11日-7月14日） | 海乃美月     | 晴音アキ |
| B日程 （6月25日-6月28日、7月23日-7月26日） | 早乙女わかば | 花陽みら |
| C日程 （6月30日-7月5日、7月15日-7月18日）  | 海乃美月     | 花陽みら |
| D日程 （7月7日-7月10日、7月19日-7月22日）  | 早乙女わかば | 晴音アキ |

## 関連メディア
- DVD/BD　月組宝塚大劇場公演 スペクタクル・ミュージカル『1789 ―バスティーユの恋人たち―』(2015年7月16日発売、宝塚歌劇団)
- 月組宝塚大劇場公演ライブCD「1789-バスティーユの恋人たち-」(2015年7月16日発売、宝塚歌劇団)